# Jastrabie nad Topľou
Jastrabie nad Topľou je obec na Slovensku v okrese Vranov nad Topľou. Žije zde 487 obyvatel.
První písemná zmínka o obci pochází z roku 1363. Nachází se zde římskokatolický kostel Nejsvětější Trojice a řeckokatolický chrám Seslání Ducha svatého.